# Émanville (Sena Marítim)
Émanville és un municipi francès situat al departament del Sena Marítim i a la regió de Normandia. L'any 2007 tenia 543 habitants.

## Demografia

### Població
El 2007 la població de fet d'Émanville era de 543 persones. Hi havia 195 famílies de les quals 24 eren unipersonals (8 homes vivint sols i 16 dones vivint soles), 70 parelles sense fills, 89 parelles amb fills i 12 famílies monoparentals amb fills.
La població ha evolucionat segons el següent gràfic:
Habitants censats

### Habitatges
El 2007 hi havia 204 habitatges, 193 eren l'habitatge principal de la família, 4 eren segones residències i 7 estaven desocupats. Tots els 202 habitatges eren cases. Dels 193 habitatges principals, 184 estaven ocupats pels seus propietaris i 9 estaven llogats i ocupats pels llogaters; 2 tenien dues cambres, 11 en tenien tres, 48 en tenien quatre i 132 en tenien cinc o més. 170 habitatges disposaven pel capbaix d'una plaça de pàrquing. A 66 habitatges hi havia un automòbil i a 118 n'hi havia dos o més.

### Piràmide de població
La piràmide de població per edats i sexe el 2009 era:
| Homes | Edats   | Dones |
| ----- | ------- | ----- |
| 0     | 95 o +  | 0     |
| 0     | 90 a 94 | 0     |
| 4     | 85 a 89 | 0     |
| 4     | 80 a 84 | 8     |
| 12    | 75 a 79 | 4     |
| 0     | 70 a 74 | 16    |
| 12    | 65 a 69 | 4     |
| 0     | 60 a 64 | 12    |
| 8     | 55 a 59 | 4     |
| 12    | 50 a 54 | 8     |
| 32    | 45 a 49 | 24    |
| 36    | 40 a 44 | 32    |
| 36    | 35 a 39 | 24    |
| 0     | 30 a 34 | 20    |
| 16    | 25 a 29 | 0     |
| 0     | 20 a 24 | 0     |
| 44    | 15 a 19 | 20    |
| 32    | 10 a 14 | 28    |
| 24    | 5 a 9   | 8     |
| 24    | 0 a 4   | 8     |

## Economia
El 2007 la població en edat de treballar era de 359 persones, 281 eren actives i 78 eren inactives. De les 281 persones actives 260 estaven ocupades (145 homes i 115 dones) i 21 estaven aturades (10 homes i 11 dones). De les 78 persones inactives 32 estaven jubilades, 29 estaven estudiant i 17 estaven classificades com a «altres inactius».

### Ingressos
El 2009 a Émanville hi havia 194 unitats fiscals que integraven 560,5 persones, la mediana anual d'ingressos fiscals per persona era de 18.669 €.

### Activitats econòmiques
Dels 11 establiments que hi havia el 2007, 1 era d'una empresa extractiva, 5 d'empreses de construcció, 3 d'empreses de comerç i reparació d'automòbils i 2 d'empreses de transport.
Dels 5 establiments de servei als particulars que hi havia el 2009, 2 eren guixaires pintors, 2 lampisteries i 1 empresa de construcció.
L'any 2000 a Émanville hi havia 16 explotacions agrícoles que ocupaven un total de 270 hectàrees.

## Equipaments sanitaris i escolars
El 2009 hi havia una escola elemental.

## Poblacions més properes
El següent diagrama mostra les poblacions més properes.